# إدوارد كاري
إدوارد كاري هو سياسي كندي، ولد في 1832، وتوفي في 10 سبتمبر 1908 في إدمونتون في كندا.